# مهندسی فضایی
مهندسی فضایی شاخه‌ای از هوافضا است که به بررسی پیشرانش، ایرودینامیک، سازه و مکانیک پرواز حامل (موشک) و پرتابه (ماهواره) در فضا می‌پردازد. علاوه بر آن در این شاخه بیشتر بر کاربرد فضایی بودن (صرف نظر از درگ) و در نظر گرفتن شرایط ویژه فضا (پرتوهای کیهانی، الکتریسیته ساکن و …) پرداخته می‌شود.
علم مکانیک سماوی در دو قسمت عمده مطرح است. یکی از قسمت‌های این شاخه از علم مرتبط است با حرکت اجرام اجسام در فضا تحت تأثیر جاذبه که این با همان نام مکانیک مدارهای فضایی مطرح بوده‌است.
شاخهٔ دیگر از مکانیک سماوی در خصوص دینامیک وضعیت اجسام (به دور مرکز ثقل خودشان) صحبت می‌کند. (Attitude Dynamics)
دانشگاه‌های مالک اشتر، تهران، امیرکبیر، خواجه نصیر الدین طوسی، شریف، شهید بهشتی و پژوهشگاه هوافضا (پژوهشکدهٔ سامانه‌های فضانوردی) دارای دوره‌های تحصیلات تکمیلی در این رشته می‌باشند.